# Soul Company
Soul Company (hangeul: 소울컴퍼니) était un label discographique indépendant et une agence sud-coréenne basée à Séoul qui fut fondé en 2004 par les rappeurs Kebee et The Quiett, et a joué un rôle dans les fondations du hip-hop underground et de la scène R&B en Corée du Sud. Elle représente des artistes tels que Crucial Star, RHYME-A- et Loquence. Ses productions sont distribuées par Soribada Inc. La dissolution de Soul Company a été annoncée en septembre 2011, et l'agence a cessé ses opérations en novembre de la même année.

## Histoire

### 2004-2007: Fondation et établissement
Les artistes ayant fondé Soul Company, Kebee et The Quiett, se sont rencontrés à la fin des années 90 à travers des programmes au Haja Centre, un centre d'éducation alternative pour adolescents créé par l'Université Yonsei et le Seoul Metropolitan Government. Ils ont lancé le label avec la sortie d'un album compilatif en 2004 nommé The Bangerz, comportant des morceaux de The Quiett et Kebee, Planet Black (플래닛 블랙) et d'autres artistes encore. Plus tard dans l'année, Kebee a sorti un album solo, Evolutional Poems, ce qui a attiré l'attention sur à la fois l'artiste et le label. En juillet 2005, en réponse à un intérêt commun de la part des fans, The Bangerz a été réédité.
En 2007, Soul Company sort l'album Official Bootleg Vol. 2. Il évoque un certain nombre de problèmes sociaux en Corée du Sud, avec Kebee décrivant le stress des examens d'entrée à l'université dans son morceau "Epilogue to Senior Year" (고 3 후기, "Go 3 Hugi"), tandis que Loquence, D.C. et Planet Black ont parlé des difficultés et des déceptions auxquelles ils ont dû faire face pour se réintégrer dans la société après être revenus de leur service militaire obligatoire dans leur morceau "Army Reserve" (예비역, "Yebiyeok"). P&Q sur le morceau "I'll be watchin' you" (지켜볼게, "Jikyeobolge") et Kebee dans "Oh Right!" (아 맞다, "A Matda") ont critiqué l'inauthenticité perçue dans le hip-hop mainstream sud-coréen, qualifiant des cibles anonymes de "hip hop cosplayers". Cependant, The Quiett a précédemment fait une collaboration entre des rappeurs underground et mainstream, tels que Tasha Reid, Drunken Tiger et Dynamic Duo dans son album The Real Me plus tard dans l'année.

### 2008-2009: Concerts
En juillet 2008, Soul Company a tenu un concert nommé Show me the hiphop. Elle a aussi tenu Judgement Night, qui a été la première scène hip hop/hardcore de Corée du Sud.
En février 2009, Soul Company a tenu un concert spécial Saint-Valentin nommé My Funny Valentine au Rollinghall dans Hongdae (près de l'Université Hongik), où Kebee, UMC, Junggigo (alias Cubic) et Swings se sont produits,. En juillet, les artistes de Soul Company se sont réunis pour enregistrer le single "Aeiou Eo?! part 2". Le titre est une référence à un album sorti par Soul Company en 2004. En mai et octobre, ils ont tenu la 3e et 4e Judgement Night avec GMC Records; ce dernier a eu lieu au V-Hall dans Hongdae. En août, ils ont tenu un autre concert au V-Hall avec des performances de The Quiett, Loptimist et DJ Wegun, et ont tenu une performance de groupe nommée Summer Ground.

### 2010-2011: Changement de composition artistique et dissolution
En janvier 2010, Soul Company sort l'album digital Mad Clown VS Crucial Star, qui est devenu en quelques jours l'une des meilleures ventes sur Cyworld. Le dernier morceau, "Parting" (이별은, "Ibyeoleun") de DC, a reçu des éloges exceptionnelles de la part du Seoul Sinmun. En mars, The Quiett sort son quatrième LP avec Soul Company, Quiet Storm: A Night Record. En juillet, Soul Company organise un concert au Club Fabric à proximité de l'Université Kyungsung dans la ville de Busan,. En octobre, Soul Company sort un single online de RHYME-A- nommé Speak The Truth (진실을 말해). En décembre, Soul Company prend un coup à la suite du départ de The Quiett. Son départ a été annoncé via la sortie de l'album Still A Team (스틸 어 팀). Tôt dans le mois suivant, il annonce qu'il formerait son propre label Illionaire Records avec Dok2. The Quiett a expliqué ce choix en disant que cela lui permettait de conserver le genre de musique qu'il veut faire et apporter une nouvelle vitalité à la scène hip-hop coréenne.
En avril, Soul Company a organisé un concert avec Pastel Music, sponsorisé par Jin Air qui se consacre à la protection de l'environnement. Le concert, intitulé Save The Air Green Concert, a eu lieu au KT&G Sangsang Madang (KT&G 상상마당) dans Hongdae. Les artistes de Soul Company ayant participé sont Crucial Star, Fana et Eluphant.
En septembre 2011, la dissolution du label a été annoncée. L'un des facteurs principaux était que Kebee, le cofondateur de Soul Company et membre du duo Eluphant, doive partir pendant deux ans afin de faire son service militaire obligatoire. Quelques jours avant l'annonce de la séparation, Eluphant a sorti le single digital "To the Future" (미래로 나아가자, "Miraero Naagaja"), annonçant que le duo sera silencieux pendant deux ans. Fin novembre, les artistes de Soul Company ont fait un concert d'adieu à AX-KOREA pour commémorer la dissolution du label.

## Artistes (anciens)
- Eluphant (이루펀트) - Kebee (키비) et Minos (마이노스)
- The Quiett (더콰이엇)
- RHYME-A- (se dit: Rhyme Attack) (라임 어택) - alias Abstract'eller (se dit: Abstract teller) (어브스트랙텔러)
- Loquence (로퀜스) - Jerry. K (제리케이) et Makesense (메익센스)
- KAL NAL (칼날) - Choi Jeok-hwa (최적화) et Fana (화나)
- Syntax-Error (신택스 에러) - D.C. (디씨) et Creiz Rap'er (크레이즈 래퍼)
- Mad Clown (매드 클라운)
- Crucial Star (크루셜 스타)
- G-Slow (지 슬로우)
- Pento (펜토)
- Elapse (일랩스)
- DJ Dopsh (디제이 돕쉬)
- Vida Loca (비다 로카)
- Prima Vista (프리마 비스타)
- DJ Silent (디제이 사일런트)
- Planet Black (플래닛 블랙)
- Smooth Tale (스무드 테일)
- Loptimist (랍티미스트)
- DJ Wegun (DJ 웨건)
- Celma (셀마)

## Discographie

### Albums collectifs
- The Bangerz (2004)
- Official Bootleg Vol.1 (2005)
- The Bangerz: Instrumentals (2005)
- Official Bootleg Vol.2 (2007)
- Soulful Christmas 2008 (2008)
- The Bangerz (réédition) (2008)
- 아에이오우 어!? PT.2 (single digital) (2009)
- Still a Team (single digital) (2010)
- Save the Air (single digital) (2010)
- The Amazing Mixtape (2011)
- The Best (2011)

### Albums solo/EPs
- Evolutional Poems - Keebee (2004)
- Music - The Quiett (2005)
- Brainstorming - Fana (2005)
- Q Train - The Quiett (2006)
- Music Instrumentals - The Quiett (2006)
- Crucial Moment - Loquence (2007)
- Summer Madness - DJ Silent (2007)
- Poetree Syndrome - Keebee (2007)
- The Real Me- The Quiett (2007)
- Back on the Beats Vol.1 - The Quiett (2008)
- Mind-Expander - Loptimist (2008)
- Mind-Expander Instrumentals - Loptimist (2008)
- Devil (마왕) - Jerry. K (2008)
- 246 - The Quiett & Makesense (2009)
- Fanatic - Fana (2009)
- The Passage - Keebee (2009)
- Hommage - RHYME-A- (2009)
- School for Dummies - DJ Wegun (2009)
- Mad Clown VS Crucial Star - Mad Clown & Crucial Star (2010)
- Groove for Buddies - DJ Wegun (2010)
- Soul Food Maker - DJ Wegun (2011)
- Man on the Earth - Eluphant (2011)
- The Black Band - Loquence (2011)
- Anything Goes - Mad Clown (2011)

### Singles et sorties digitales
- Next Big Thingz (2004)
- Keep It Underground Pt.2 - Planet Black (2004)
- 당신은 지금 어디쯤 와있습니까 - Syntax-Error (2004)
- 일갈 EP - Jerry. K (2004)
- 그 날이 오면 - Fana (2005)
- Walk in the Sky - Loquence (2008)
- Luv Sickness - Mad Clown (2008)
- Atomic Anatomy - DJ Wegun (2008)
- Back on the Beats 0.5 - The Quiett (2009)
- K-Bonics - RHYME-A- (2009)
- Never Q.U.I.T.T. - The Quiett (2010)
- Quiet Storm: A Night Record - The Quiett (2010)
- I Want U Back - RHYME-A- (2010) (주선 온라인 OST)
- Love Is Over - Loptimist (2010)
- Microsuit - Pento (2010)
- Catch Me If U Can - Crucial Star (2010)
- Supa Dupa Duo - DJ Wegun (2010)
- Full Speed Ahead - Fana (2010)
- Smoke - Vida Loca (2010)
- Put Your L in the Air - Loquence (2010)
- Someone Like You - D.C. (2010)
- You Never Know - Pento (2010)
- Speak The Truth - RHYME-A- (2010)
- Amazing Gift - Loptimist (2011)
- New Generation - Crucial Star (2011)
- A Star Goes Up - Crucial Star (2011)
- Harmony - Fana (2011)
- Chocoholic - Crucial Star (2011)
- Lilac - Loptimist (2011)
- Super Star - Eluphant (2011)
- She is Not Following You - Eluphant (2011)
- Still Beautiful (여전히 아름답네요) - Eluphant (2011)
- When I Feel Alone (혼자라고 느낄 때) - RHYME-A- (2011)
- Can't Go Out (옷가게) - Crucial Star (2011)
- She's There - Vida Loca (2011)
- Champagne - Crucial Star (2011)